# Seeurne

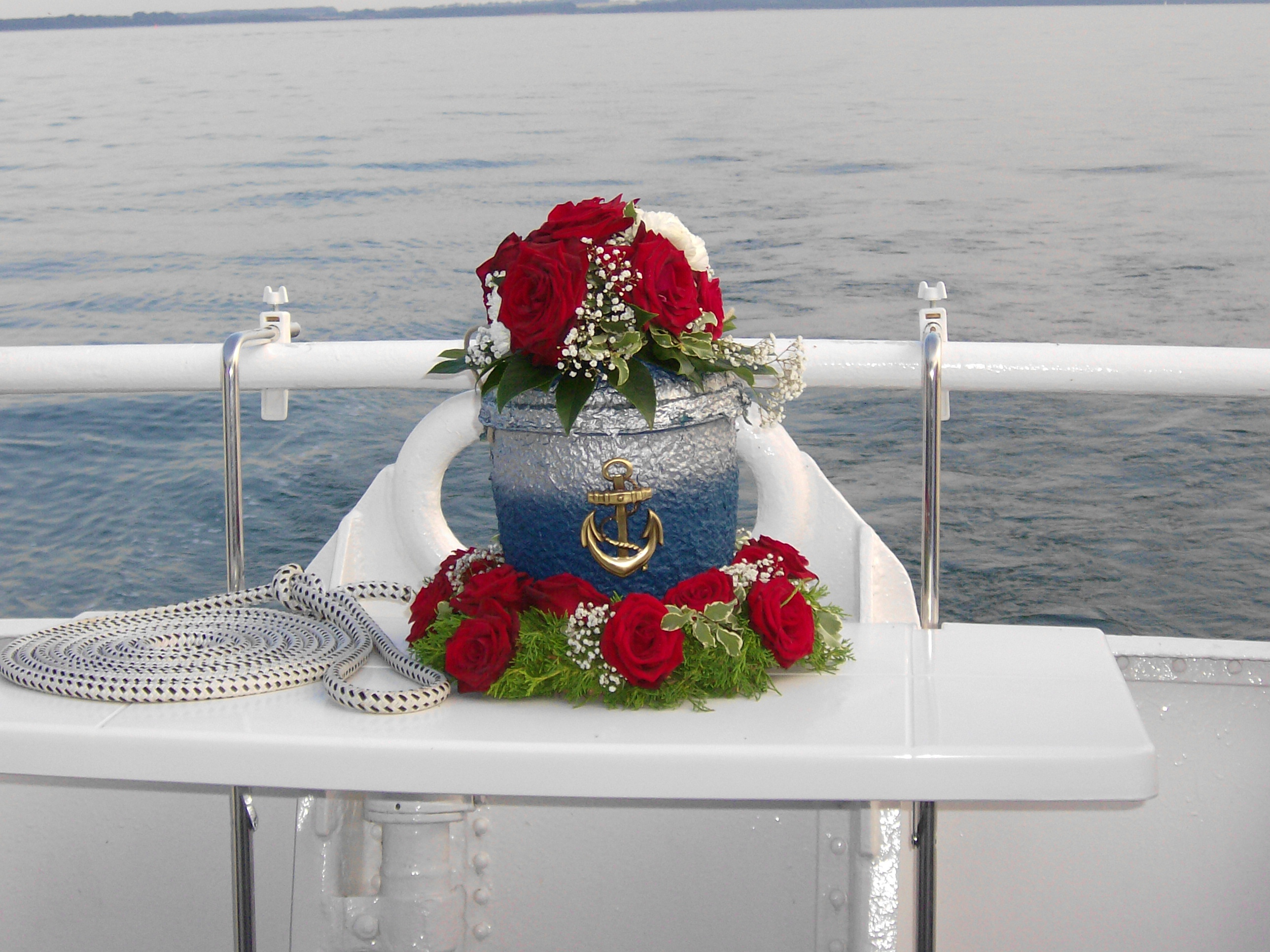
Seeurne mit Blumenschmuck

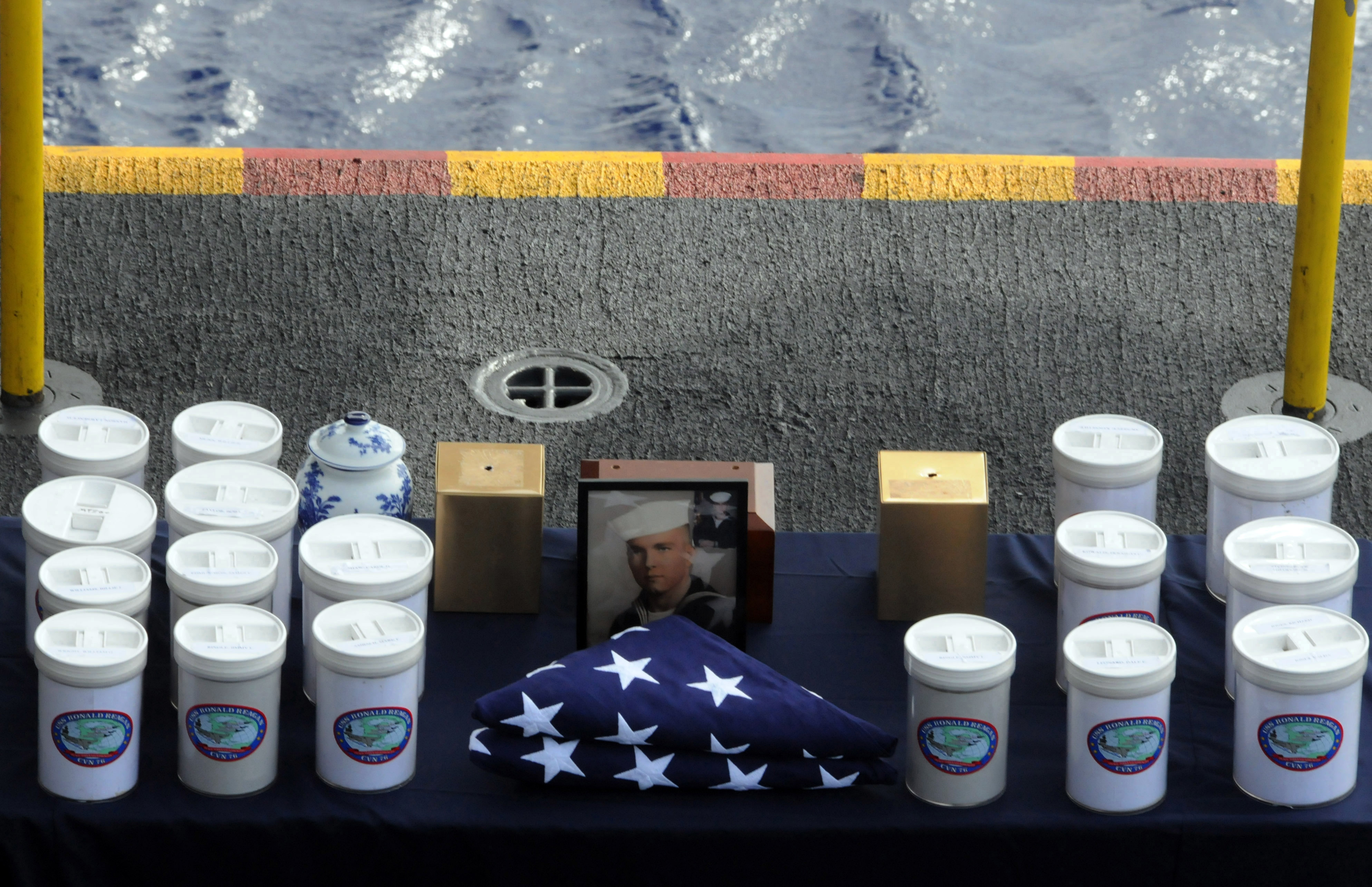
Seeurnen einer Bestattungszeremonie an Bord der Ronald Reagan

Die Seeurne ist eine spezielle Urne, die bei der Seebestattung Anwendung findet und aus wasserlöslichen Materialien wie Mineralien (zum Beispiel gepresster Sand oder Salzkristall) oder Zellulose besteht. Die Seeurne löst sich je nach Material nach einer bestimmten Zeit vollständig auf; die Asche verbleibt auf dem Meeresboden und wird von Grundsanden abgedeckt. Es entsteht eine Grabstelle auf dem Meeresgrund.